# Femmes, soyez soumises à vos maris (essai)
Femmes, soyez soumises à vos maris est un pamphlet satirique de Voltaire paru en 1766.

## Résumé
La maréchale de Grancey apprécie Racine et Montaigne, mais se trouve un jour scandalisée par un passage de saint Paul : Femmes, soyez soumises à vos maris, qu'elle avait trouvé soit dans l'Épître aux Colossiens, chapitre III, verset 18 ; soit dans l'Épître aux Éphésiens, chapitre V, versets 21 à 26 :
21. Etant soumis les uns aux autres dans la crainte de Christ,

22. Femmes, soyez soumises à vos maris, comme au Seigneur ;

23. Car le mari est le chef de la femme, comme Christ est le chef de l’Église, qui est son corps, et dont il est le Sauveur.

24. Or, de même que l’Église est soumise à Christ, les femmes aussi doivent l’être à leurs maris en toutes choses.

25. Maris, aimez vos femmes, comme Christ a aimé l’Église, et s’est livré lui-même pour elle,

26. afin de la rendre sainte et pure [...]
Elle fait part de son indignation à l'abbé de Châteauneuf : « Si j’avais été la femme d’un pareil homme, je lui aurais fait voir du pays. » S'ensuit un long discours contre l'inégalité faite aux femmes, dans lequel Voltaire s'arrange pour glisser un paragraphe louant Catherine II de Russie. Puis la conversation dérive sur le sort plus enviable qui serait fait aux femmes de l'Empire ottoman.

## Analyse
Saint Paul, « saint patron des antiféministes», est l'une des cibles préférées de Voltaire qui lui reproche surtout son intransigeance et son fanatisme. Ce texte est une attaque contre lui, plus qu'une défense des femmes.
Car « s'il serait tentant de voir un Voltaire féministe derrière l’argumentation de la Maréchale, l’ensemble de son œuvre exclut une telle interprétation. Il ne s’est jamais préoccupé de manière systématique de la condition féminine. »

## Histoire éditoriale
La première édition de ce texte paraît en janvier 1766 dans la troisième partie des Nouveaux Mélanges publiés par l’éditeur genevois Cramer. Sa date de composition est inconnue, Voltaire n'en ayant pas fait mention dans sa correspondance. Il est réimprimé dans toutes les éditions successives des Œuvres de Voltaire.

### Éditions
- Œuvres complètes de Voltaire, volume 60A, Oxford, Voltaire Foundation, 2017. Édition critique par Diana Guiragossian-Carr. (notice en français)
- Voltaire, Romans et contes, La Pochothèque, 1994.  (ISBN 978-2-253-13216-5)

### Articles critiques
- Jean Goulemot, André Magnan, Didier Masseau, Inventaire Voltaire, Gallimard, collection Quarto, 1995, p. 535